# دراما سیتی
دراما سیتی (انگلیسی: Drama City; کره‌ای: 드라마 시티; لاتین‌نویسی اصلاح‌شده: Deurama Siti) یک مجموعه تلویزیونی آنتولوژی محصول کره جنوبی است که از سال ۱۹۸۴ تا ۲۰۰۸ در کی‌بی‌اس پخش می‌شد.

## بررسی اجمالی مجموعه
| شبکه                            | دوره پخش                            | زمان پخش                              |
| کی‌بی‌اس۲                         |                                     |                                       |
| ------------------------------- | ----------------------------------- | ------------------------------------- |
| کی‌بی‌اس۲                         | ۳۰ نوامبر ۱۹۸۴ تا ۱۱ آوریل ۲۰۰۱     | چهارشنبه‌ها ساعت کی‌اس‌تی (کی‌اس‌تی)       |
| کی‌بی‌اس۲                         | ۶ مه ۲۰۰۱ تا ۳۱ مارس ۲۰۰۳           | شنبه‌ها ساعت ۲۲:۴۰ تا ۲۳:۵۰ (کی‌اس‌تی)   |
| کی‌بی‌اس۲                         | ۷ آوریل تا ۱۴ ژوئیه ۲۰۰۲            | شنبه‌ها ساعت ۲۳:۰۰ تا ۰۰:۱۰ (کی‌اس‌تی)   |
| کی‌بی‌اس۲                         | ۲۱ ژوئیه تا ۲۷ اکتبر ۲۰۰۲           | شنبه‌ها ساعت ۱۰:۵۰ تا ۰۰:۰۰ (کی‌اس‌تی)   |
| کی‌بی‌اس۲                         | ۳ نوامبر ۲۰۰۲ تا ۱۵ ژوئن ۲۰۰۳       | یکشنبه‌ها ساعت ۲۲:۰۰ تا ۲۳:۱۰ (کی‌اس‌تی) |
| کی‌بی‌اس۲                         | ۲۴ ژوئن تا ۲۸ اکتبر ۲۰۰۳            | سه‌شنبه‌ها️ ساعت ۲۳:۰۵ تا ۰۰:۱۵ (کی‌اس‌تی) |
| کی‌بی‌اس۲                         | ۹ نوامبر ۲۰۰۳ تا ۲ مه ۲۰۰۴          | یکشنبه‌ها️ ساعت ۲۱:۵۰ تا ۲۳:۰۰ (کی‌اس‌تی) |
| کی‌بی‌اس۲                         | ۹ مه تا ۳۱ اکتبر ۲۰۰۴               | یکشنبه‌ها️ ساعت ۲۳:۱۰ تا ۰۰:۲۰ (کی‌اس‌تی) |
| کی‌بی‌اس۲                         | ۷ نوامبر ۲۰۰۴ تا ۱ مه ۲۰۰۵          | یکشنبه‌ها️️ ساعت ۲۳:۱۵ تا ۰۰:۲۵ (کی‌اس‌تی) |
| کی‌بی‌اس۱                         |                                     |                                       |
| ۷ مه تا ۲۲ اکتبر ۲۰۰۵           | شنبه‌ها️ ساعت ۲۳:۰۰ تا ۰۰:۱۰ (کی‌اس‌تی) |                                       |
| کی‌بی‌اس۲                         |                                     |                                       |
| ۵ نوامبر ۲۰۰۵ تا ۲۵ فوریه ۲۰۰۶  | شنبه‌ها️ ساعت ۲۳:۰۵ تا ۰۰:۱۵ (کی‌اس‌تی) |                                       |
| ۴ مارس ۲۰۰۶                     | شنبه‌ها️ ساعت ۲۲:۵۵ تا ۰۰:۰۵ (کی‌اس‌تی) |                                       |
| ۱۱ مارس ۲۰۰۶                    | شنبه‌ها️ ساعت ۲۳:۰۵ تا ۰۰:۱۵ (کی‌اس‌تی) |                                       |
| ۱۸ مارس ۲۰۰۶ تا ۲۹ سپتامبر ۲۰۰۷ | شنبه‌ها️ ساعت ۲۳:۱۵ تا ۰۰:۲۵ (کی‌اس‌تی) |                                       |
| ۶ اکتبر تا ۲۰ نوامبر ۲۰۰۷       | شنبه‌ها ساعت ۲۳:۲۵ تا ۰۰:۳۵ (کی‌اس‌تی) |                                       |
| ۲۷ نوامبر ۲۰۰۷ تا ۲۹ مارس ۲۰۰۸  | شنبه‌ها ساعت ۲۳:۳۵ تا ۰۰:۴۵ (کی‌اس‌تی) |                                       |